# 昆仑关战役旧址
昆仑关战役旧址位于中国广西壮族自治区南宁市、宾阳县、柳州市，包括陆军第五军昆仑关战役阵亡将士墓园、桂南会战检讨会旧址、昆仑关战役白岩前线指挥部旧址，2006年被列为第六批全国重点文物保护单位。此前，位于邕宁县九塘乡、宾阳县思陇乡交界处的遗址，以昆仑关战役遗址之名，于1994年公布为广西壮族自治区文物保护单位。
昆仑关位于南宁市兴宁区昆仑镇和宾阳县思陇镇交界处，始建于秦汉时期，是内地经广西通往越南的重要关隘。1939年11月15日，日本军在北海湾龙门港登陆，攻占钦州、防城后，12月4日进占昆仑关。国军与日军在此展开桂南会战。昆仑关战役是此次会战的关键之战，以国军胜利告终。
陆军第五军昆仑关战役阵亡将士墓园在昆仑关旁，建于1944年，占地一百亩，包括南北牌坊、陆军第五军昆仑关战役阵亡将士纪念塔、碑亭、抗日将士公墓等建筑。
桂南会战检讨会旧址在柳州市鱼峰区羊角山8号，是一座西式风格的二层楼房，建于1926年。1940年2月21日至25日，由蒋介石主持的桂南会战检讨会在此召开。
昆仑关战役白岩前线指挥部旧址在宾阳县白岩村小学内，昆仑关战役期间白崇禧的指挥部设在此处。